# 欧派家居
欧派家居（英語：Oppein，上交所：603833）是中華人民共和國一家家居公司，以橱柜、衣柜、卫浴、木门、门窗、软装等家居产品為主，生產模式以自營和代工為主。

## 历史
公司成立於1994年。2017年3月28日在上海證券交易所上市。2021年4月，欧派家居推出StarHomes星之家品牌。當年7月又推出家装供应链平台欧派优材。欧派家居曾被多位买家以及经销商投诉並且處理過程非常緩慢。此外欧派家居的产品也多次被工商部門鑒定為不合格。

## 外部連結
- 官方网站